# Таловка (Камышинский район)
Таловка — село в Камышинском районе Волгоградской области России. Административный центр и единственный населённый пункт Таловского сельского поселения. Основано в 1812 году
Население — 1399 чел. (2021)

## Топоним
Названо по балке, поросшей тальником (небольшой кустарниковой ивой). 

## География
Село расположено в степной местности, в пределах Приволжской возвышенности, являющейся частью Восточно-Европейской равнины, в балке Таловка (бассейн реки Иловля), на высоте около 120 метров над уровнем моря. В балке ниже села имеется пруд. 
Почвы каштановые солонцеватые и солончаковые.

### Климат
Климат умеренный континентальный (согласно классификации климатов Кёппена — Dfa). Многолетняя норма осадков — 401 мм. Наибольшее количество осадков выпадает в июле — 48 мм, наименьшее в марте — 22 мм. Среднегодовая температура положительная и составляет + 7,0 °С, средняя температура самого холодного месяца января −9,3 °С, самого жаркого месяца июля +22,9 °С.

## История
Основано в 1812 году. Первые поселенцы: государственные крестьяне-великороссы из Калужской губернии (180 крестьян) и малороссы-помещичьи крестьяне господ Воронцовых из деревни Шаховки Тамбовской губернии. Переселению крестьян из Калужской губернии способствовало нашествие Наполеона. С 1861 года — в составе Саломатинской волости Камышинского уезда Саратовской губернии. В 1847 году построена церковь Николая Чудотворца.
В 1864 году открыта земская почтовая станция. По состоянию на 1886 год надел крестьян Таловки составлял 10645 десятин удобной, в том числе пашни — 8750, и 5875 неудобной земли, в селе имелись общественный запасный хлебный магазин, земская и церковно-приходская школы. Помимо земледелия жители занимались также промыслами. В 1889 году в селе имелись 2 кузницы, 2 мануфактурные лавки, 3 мелочные лавки, 5 винных лавок, 1 ренсковый погреб.
С 1928 года — административный центр Таловского сельсовета Камышинского района Камышинского округа (округ ликвидирован в 1934 году) Нижневолжского края (с 1935 года — Сталинградского края, с 1936 года — Сталинградской области, с 1961 года — Волгоградской области). В 1929 году местная школа становится семилетней. В 1970 году открыто новое здание школы.

## Население
Динамика численности населения
| 1860 | 1886 | 1889 | 1897 | 1911 | 2002 |
| ---- | ---- | ---- | ---- | ---- | ---- |
| 1639 | 2594 | 2693 | 2992 | 4052 | 1414 |

| 2010  | 2012  | 2013  | 2014  | 2015  | 2016  | 2017  |
| ----- | ----- | ----- | ----- | ----- | ----- | ----- |
| 1395  | ↘1385 | ↘1373 | ↗1376 | ↘1365 | ↘1364 | ↗1373 |
| 2018  | 2019  | 2020  | 2021  |       |       |       |
| ↗1418 | ↘1413 | ↗1415 | ↘1399 |       |       |       |

## Известные уроженцы, жители
- Крайнюков, Константин Васильевич (1902 — 1975) — политический работник советских Вооружённых Сил, генерал-полковник (1965).

## Инфраструктура
Личное подсобное хозяйство с зоной сельскохозяйственного использования, индивидуальная застройка усадебного типа.
Основа экономики — сельское хозяйство.

## Транспорт
Автомобильной дорогой с твёрдым покрытием Таловка связана с селом Костарево и региональной автодорогой Камышин - Иловля. По автомобильным дорогам расстояние до районного центра города Камышин — 40 км, до областного центра города Волгоград — 180 км. 